# Vibrissina remota
Vibrissina remota är en tvåvingeart som först beskrevs av Wulp 1890.  Vibrissina remota ingår i släktet Vibrissina och familjen parasitflugor. Inga underarter finns listade i Catalogue of Life.